# Medina (Ohio)
Medina is een plaats (city) in de Amerikaanse staat Ohio, en valt bestuurlijk gezien onder Medina County.

## Demografie
Bij de volkstelling in 2000 werd het aantal inwoners vastgesteld op 25.139.
In 2006 is het aantal inwoners door het United States Census Bureau geschat op 26.350, een stijging van 1211 (4.8%).

## Geografie
Volgens het United States Census Bureau beslaat de plaats een oppervlakte van
29,3 km², waarvan 28,8 km² land en 0,5 km² water. Medina ligt op ongeveer 365 m boven zeeniveau.

## Plaatsen in de nabije omgeving
De onderstaande figuur toont nabijgelegen plaatsen in een straal van 16 km rond Medina.

## Geboren
- Tadd W. Russo (1976), componist, arrangeur en muziekpedagoog
- Ryan Dunn (1977-2011), progammamaker, acteur en stuntman